# Стефан Адамський
Стефан Єжи Адамський (нар. 1954) — польський публіцист, есеїст, поет. 

## Біографія
Вивчав полоністику в Гданському університеті. З 1976 року — після підписання протесту проти поправки до тодішньої Конституції Польської Народної Республіки — знаходиться в демократичній опозиції. У 1980 році співредагував перший історичний бюлетень MKS Незале́жної самовря́дної професі́йної спі́лки «Соліда́рність», який з’явився після серпневого страйку, а потім перетворений на журнал з Гданьського регіону, головним редактором якого був Маріуш Вільк. Влітку 1981 року перейшов до тижневика «Солідарність». Під час воєнного стану та після нього публікував у підпільній пресі — наприклад, у вищезгаданому незаконно виданому листі від обласної ради НСПС «Солідарність», а також у журналах «Скорпіон» та «Поза системою», який редагувала Йоанна Дуда-Гвіазда.
Після 1989 року в текстах, написаних з позиції незалежного спостерігача,  критично ставився до багатьох проявів економічної та політичної трансформації, визнаючи елементарним громадянським обов'язком, підтримання належної дистанції до припущень усіх ідеологій чи політичних систем. Прихильник прямої та партисипаторної демократії. Крім соціальних та економічних питань, також займався літературною та кінокритиками, а також постановкою документальних фільмів. 
Спільно редагував польський переклад праці «Світ після капіталізму» (англ. Post-Corporate World. Life after Capitalism) Девіда Кортена, а також книги "Світ не є товаром" (фр. Le monde n'est pas une merchandise), опублікованої з ініціативи та в перекладі Еви Кубасевіч-Хое, де французькі активісти руху за екологічне землеробство Жозе Бове та Франсуа Дюфур у формі потокового інтерв'ю представляють свої погляди. 
З 2000 року, тобто майже з початку становлення альтерглобалістського руху, активно бере у ньому участь. Співзасновник асоціації ATTAC Polska. У 2015 році приєднався до новоствореної Lewica Razem, з якої вийшов у 2018 році. 
Великий вибір поетичних текстів автора  — «Полонез чи республіка тверезіння», Мазоперія літературна, Гданськ 2010. 